# Mallonia granulata
Mallonia granulata là một loài bọ cánh cứng trong họ Cerambycidae.